# Tân Hộ Cơ
Tân Hộ Cơ là một xã thuộc tỉnh Đồng Tháp, Việt Nam.

## Địa lý
Xã Tân Hộ Cơ có vị trí địa lý:
- Phía đông giáp xã Tân Thành.
- Phía tây giáp xã Tân Hồng.
- Phía nam giáp xã An Phước.
- Phía bắc giáp Prey Veng, Vương quốc Campuchia.

Xã có diện tích 77,50 km², dân số năm 2025 là 25.026 người, mật độ dân số đạt 322 người/km².

### Rừng phòng hộ biên giới Dinh Bà
Rừng phòng hộ biên giới Dinh Bà có diện tích 50 ha (0,5 km2). Rừng chủ yếu là cây bạch đàn.

## Lịch sử
Quyết định số 41-HĐBT ngày 22 tháng 04 năm 1989 của Hội đồng Bộ trưởng, chia tách xã Tân Hộ Cơ thuộc huyện Tân Hồng:
1. Tách 2.100 hécta với 7.000 người cho xã Bình Phú
2. Tách 550 hécta với 215 người cho xã Thông Bình
3. Nhận 750 hécta với 675 người của xã Tân Công Chí
4. Nhận 420 hécta và 360 người của xã Thông Bình
5. Sau khi điều chỉnh, xã Tân Hộ Cơ có 5.338 hécta diện tích tự nhiên và 12.740 người.

Ngày 13 tháng 12 năm 2021, UBND tỉnh Đồng Tháp ban hành Quyết định số 1888/QĐ-UBND.HC về việc công nhận khu Cửa khẩu quốc tế Dinh Bà đạt tiêu chí đô thị loại V.
Ngày 16 tháng 6 năm 2025, Ủy ban Thường vụ Quốc hội ban hành Nghị quyết số 1663/NQ-UBTVQH15 về việc sắp xếp các đơn vị hành chính cấp xã của tỉnh Đồng Tháp năm 2025. Theo đó, sắp xếp toàn bộ diện tích tự nhiên, quy mô dân số của xã Tân Thành B và Tân Hộ Cơ thành xã mới có tên gọi là xã Tân Hộ Cơ.
Sau khi sáp nhập, xã Tân Hộ Cơ có 77,50 km² diện tích tự nhiên và dân số 25.026 người.